# Jamar Diggs
Jamar Diggs, né le 27 novembre 1988 à Minneapolis dans le Minnesota, est un joueur américain de basket-ball. Il évolue aux postes de meneur et d'arrière.

## Palmarès

### En club
- Leaders Cup de Pro B :
  - Vainqueur : 2021
- Champion de Chypre :
  - Vainqueur : 2014.

### Distinctions personnelles
- MVP de la finale de Leaders Cup de Pro B 2021